# Vaani Kapoor
Vaani Kapoor (hindi वाणी कपूर ur. 23 sierpnia 1988 w Delhi) – indyjska aktorka filmowa i telewizyjna.

## Życiorys

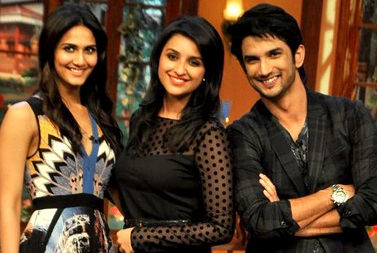
Vaani Kapoor, Parineeti Chopra i Sushant Singh Rajput

### Młodość
Urodziła się w Delhi w pendżabskiej rodzinie. Uczęszczała do Mata Jai Kaur Public School, później studiowała turystykę na Narodowym Uniwersytecie Otwartym im. Indiry Gandhi. Była zakontraktowana jako modelka w Elite Model Management.

### Początek kariery
Kapoor rozpoczęła swoją karierę od podpisania kontraktu na wystąpienie w 3 filmach producenta Yash Raj Films. Zadebiutowała w 2013 roku w filmie Shuddh Desi Romance, za co zebrała pozytywne opinie krytyków.
Kolejnymi filmami, w których wystąpiła było Aaha Kalyanam (remake'u Band Baaja Baaraat w języku tamilskim) i Befikre, odbiór obu występów był negatywny.

### Dalsza kariera
Po trzyletniej przerwie wystąpiła w filmie War, najbardziej dochodowym indyjskim filmie w 2019 roku. W 2021 roku wystąpiła w filmach Bell Bottom oraz Chandigarh Kare Aashiqui. W 2022 r. zagrała rolę Sony w filmie Shamshera. W 2024 r. zagrała w Khel Khel Mein bollywoodzkim remake'u filmu Dobrze się kłamie w miłym towarzystwie.
W 2025 roku ma zadebiutować w roli telewizyjnej w serialu Mandala Murders.

## Nagrody
Za rolę Tary w Shuddh Desi Romance orzymała kilka nagród i nominacji w kategorii najlepszy debiut kobiecy. W 2013 The Times of India ogłosił Kapoor "najbardziej obiecującą początkującą aktorką".